# Степовий військовий округ
Степови́й військо́вий о́круг — один з військових округів у складі Збройних сил СРСР у 1943 та 1945—1953 роках.
Штаб округу — Вороніж (1943) та Алма-Ата (1945—1946).

## Історія військового округу

### Перше формування
Сформований 15 квітня 1943 року на базі управління і військ Резервного фронту. Включав території Воронезької, Курської, Тамбовської і Ростовської областей. 9 липня 1943 року перетворений на Степовий фронт.

### Друге формування
9 липня 1945 року округ створений знов — виділений зі складу Середньоазіатського військового округу. Включав територію Казахської РСР (без Західно-Казахстанської, Актюбінської і Гур'євської областей).
На формування управління округу задіяти польове управління 4-ї ударної армії.
4 лютого 1946 року перетворений на Степовий територіальний військовий округ і включений до складу Туркестанського військового округу.
6 травня 1946 року розформований.

## Командувачі військами округу
- Генерал-лейтенант Попов М. М. (квітень — червень 1943)
- Генерал-полковник Рейтер М. А. (червень 1943)
- Маршал Радянського Союзу Конєв І. С. (червень — 9 липня 1943)
- Генерал-лейтенант Курбаткин Павло Семенович (1945—1946)